# Mucosa nasal
Mucosa nasal ou pituitária é onde se processa inicialmente o sentido do olfato e possui como função principal revestir internamente as fossas nasais. Podemos distinguir três regiões distintas nas fossas nasais: vestíbulo, área respiratória e área olfativa. A mucosa nasal é classificada pela sua constituição celular e aspecto visual em:
- Mucosa vermelha: É a parte inferior, mais próxima à entrada das fossas nasais. Ela contém capilares sanguíneos abundantes para aquecer o ar que inalamos. Reveste as duas primeiras regiões das fossas nasais: vestíbulo e área respiratória. O vestíbulo possui uma mucosa formada por epitélio plano, estratificado não queratinizado. A área respiratória possui uma mucosa formada por epitélio pseudo-estratificado colunar ciliado, com inúmeras células caliciformes. Nessa região existem muitas células glandulares produtoras de muco protetor e inúmeros cílios que protegem o organismo contra a entrada de partículas nocivas.
- Mucosa amarela (ou marrom): É a parte posterior, mais distante da entrada das fossas nasais. Ela contém os receptores olfativos que pode detectar mais de 3000 diferentes partículas voláteis no ar e seu odor associado. Reveste a área olfativa nas fossas nasais. Esta área possui uma mucosa formada por epitélio pseudo-estratificado colunar com células de sustentação, células basais e células olfatórias (neurônios bipolares). A cor dessa parte da pituitária é derivada de um pigmento acastanhado que se encontra na camada de muco que cobre o epitélio.

## A pituitária e o fumo
O fumo, principalmente por causa da nicotina, causa uma metaplasia nos epitélios da pituitária, tornando-os pluri-estratificados para suportarem maior agressão química. Essa metaplasia pode ser o estopim para o carcinoma do trato respiratório.